# Dendromus insignis
Dendromus insignis је врста глодара (Rodentia) из породице Nesomyidae.

## Распрострањење
Ареал врсте покрива средњи број држава. 
Врста има станиште у Кенији, ДР Конгу, Руанди, Уганди и Танзанији.

## Станиште
Станишта врсте су шуме, бамбусове шуме и саване. 
Врста је по висини распрострањена до 4.700 метара надморске висине.

## Угроженост
Ова врста је наведена као последња брига, јер има широко распрострањење и честа је врста.